# Pseudochromaphis coreana
Pseudochromaphis coreana är en insektsart. Pseudochromaphis coreana ingår i släktet Pseudochromaphis och familjen långrörsbladlöss. Inga underarter finns listade i Catalogue of Life.